# Luciogobius saikaiensis
Luciogobius saikaiensis är en fiskart som beskrevs av Dôtu, 1957. Luciogobius saikaiensis ingår i släktet Luciogobius och familjen smörbultsfiskar. Inga underarter finns listade i Catalogue of Life.